# Oceanospirillum
Genre
Oceanospirillum est un genre de bactéries gram-négatives de la famille des Oceanospirillaceae.

## Description
Ce sont des bactéries hélicales avec un diamètre de 0,4 à 1,2 µm. Elles sont mobiles par des touffes bipolaires de flagelles. Les Oceanospirillum sont des bactéries gram négatives aérobies avec un métabolisme n'acceptant comme accepteur d'électrons que l'oxygène. Les carbohydrates ne sont ni oxydés, ni fermentés.
Le pourcentage en bases nucléiques G+C est de 45-50 %.

## Liste des espèces
Selon LPSN (4 septembre 2024) :
- Oceanospirillum beijerinckii (Williams & Rittenberg 1957) Hylemon et al. 1973 ;
- Oceanospirillum linum (Williams & Rittenberg 1957) Hylemon et al. 1973 ;
- Oceanospirillum maris Hylemon et al. 1973 ;
- Oceanospirillum multiglobuliferum (Terasaki 1973) Terasaki 1979 ;
- Oceanospirillum sanctuarii Sidhu et al. 2017 ;
- Oceanospirillum vagum (Baumann et al. 1972) Bowditch et al. 1984.

## Taxonomie
Le nom correct complet (avec auteur) de ce taxon est Oceanospirillum Hylemon et al. 1973. Elles sont oxydase positives et majoritairement négatives pour les tests indole et aryl-sulfatase.
L'espèce type est Oceanospirillum linum (Williams & Rittenberg 1957) Hylemon et al. 1973.

### Étymologie
L'étymologie du nom de ce genre est O.ce.a.no.spi.ril.lum., du nom grec masculin Ôkeanos, océan ; Gr. fem. n. speîra, une spirale ; N.L. neut. dim. n. spirillum, une petite spirale ; N.L. neut. dim. n. Oceanospirillum, une petite spirale de l'océan.